# Эней (Софокл)
«Эней» (др.-греч. Οἰνεύς) — сатировская драма древнегреческого драматурга Софокла (V век до н. э.) на тему этолийских мифов, от текста которой благодаря папирусным находкам сохранились только два фрагмента. В одном из них главный герой, царь Калидона Эней, разговаривает с хором сатиров, в другом он рассказывает, что «свет угас».
Известно, что в центре сюжета было сватовство Геракла к дочери Энея Деянире, причём в числе претендентов оказались, в соответствии с законами жанра, сатиры. Детали остаются неясными из-за дефицита текста.
Перу Еврипида тоже принадлежала пьеса под названием «Эней» (её текст утрачен), но это была трагедия, рассказывавшая о низложении заглавного героя племянниками и о том, как на помощь Энею пришёл его внук Диомед.